# Courtland Mead
Courtland Robert Mead (Mission Viejo, 19 aprile 1987) è un attore e doppiatore statunitense.

## Filmografia parziale

### Attore
Cinema
- Weekend senza il morto (Only You), regia di Betty Thomas (1992)
- Dragonworld, regia di Ted Nicolaou (1994)
- Piccole canaglie (The Little Rascals), regia di Penelope Spheeris (1994)
- Una moglie per papà (Corrina, Corrina), regia di Jessie Nelson (1994)
- Le avventure di Tom Sawyer e Huck Finn (Tom and Huck), regia di Peter Hewitt (1995)
- Hellraiser - La stirpe maledetta (Hellraiser: Bloodline), regia di Alan Smithee (1996)
- Go - Una notte da dimenticare (Go), regia di Doug Liman (1999)

Televisione
- Un bambino perso per sempre (A Child Lost Forever: The Jerry Sherwood Story) - film TV (1992)
- Lake Consequence - Un uomo e due donne (Lake Consequence) - film TV (1993)
- Febbre d'amore (The Young and the Restless) - 11 episodi (1993-1994)
- L'asilo maledetto (Indictment: The McMartin Trial) - film TV (1995)
- Kirk - 31 episodi (1995-1996)
- Shining (The Shining) - miniserie TV (1997)
- Un desiderio è un desiderio (Emma's Wish) - film TV (1998)

### Doppiatore
Cinema
- A Bug's Life - Megaminimondo (A Bug's Life), regia di John Lasseter (1998)
- Babe - Maialino coraggioso (Babe), regia di Chris Noonan (1995)
- Ricreazione - La scuola è finita (Recess: School's Out), regia di Chuck Sheetz (2001)
- Ricreazione - Un nuovo inizio (Recess: Taking the Fifth Grade), regia di Howy Parkins (2003)

Televisione
- Nightmare Ned - 24 episodi (1997)
- Ricreazione (Recess) - 127 episodi (1997-2001)
- Lloyd nello spazio (Lloyd in Space) - 40 episodi (2001-2004)